# Bojan Vručina
Bojan Vručina (Varaždin, 8 novembre 1984) è un calciatore croato, attaccante del Novakovec.

## Carriera

### Club
Vanta 18 presenze e 10 gol in Coppa UEFA/UEFA Europa League e 10 incontri e 2 gol in Coppa Intertoto.
Dopo aver giocato in un paio di società in patria, nel 2004 passa allo Slaven Belupo, in prima divisione croata. In 4 anni segna una ventina di gol, facendosi notare nella classifica marcatori del torneo 2006-2007, quando mette a segno 11 gol, raggiungendo il sesto posto al pari di Mario Mandžukić, che diversi anni dopo arriverà a vincere in campo internazionale. Dopo aver vissuto una breve esperienza in Germania (al Duisburg, in prestito oneroso per 350.000 euro), torna allo Slaven Belupo, sfiorando il titolo di miglior marcatore nel campionato 2009, superato dai soli Mandžukić e Nikola Kalinić: in quest'annata sigla 14 gol in 27 incontri di campionato. Nel gennaio seguente si trasferisce all'Hapoel Tel Aviv in cambio di 300.000 euro, società con la quale centra il double campionato+Coppa. Dopo mezza stagione passa a giocare in Grecia, restando svincolato alla scadenza del contratto biennale. Nel marzo 2012 è lo Slaven Belupo che lo fa ritornare a giocare e il 23 luglio si accorda con gli ungheresi del Kaposvár: in una stagione e mezza segna 3 gol in 30 sfide di campionato, trasferendosi in Macedonia il 12 gennaio 2014. Alla prima annata con lo Škendija, firma 10 marcature in 14 partite.

### Nazionale
Ha giocato nella nazionale croata Under-21.

## Palmarès

### Club

#### Competizioni nazionali
- Coppa d'Israele: 1

Hapoel Tel Aviv: 2009-2010
- Campionato israeliano: 1

Hapoel Tel Aviv: 2009-2010